# NGC 778
NGC 778 is een lensvormig sterrenstelsel in het sterrenbeeld Driehoek. Het hemelobject werd op 17 november 1876 ontdekt door de Franse astronoom Édouard Jean-Marie Stephan.

## Synoniemen
- PGC 7597
- UGC 1480
- MCG 5-5-39
- ZWG 503.69